# Miguel Amed
Miguel Ángel Amed Soleiman, más conocido como Mich (Buenos Aires, Argentina, 22 de diciembre de 1955 – Ib. 5 de noviembre de 2010) fue un conocido mediático, actor, licenciado en Psicología y conductor de radio y televisión argentino. 

## Biografía
Mich pasó su infancia en el barrio porteño de Floresta Norte, haciendo sus estudios primarios y secundarios en el Colegio Nacional Nro. 9 Justo José de Urquiza. Varias veces afirmó ser homosexual por consecuencia de eso, intentó suicidarse cuando tenía 13 años de edad.
Posteriormente estudió arquitectura en la Universidad de Buenos Aires, donde cursó hasta 4.º año antes de ingresar a psicología, recibiéndose de Licenciado en Psicología por esa misma universidad en 1989.
Sus primeros pasos artísticos se dieron en el I.S.E.R. donde hizo la carrera de Locución y Actor de Teatro y Televisión, y más tarde cursó en el "taller actoral" del Teatro Gral. San Martín teniendo como maestro a Augusto Fernandes                         .

### Primeras apariciones televisivas y teatrales
Comenzó a trabajar en teatro en papeles secundarios. En 1991 viajó a Estados Unidos para participar de algunas emisiones del programa de Univisión La Noche de Cristina. Durante los años '90 viajó incluso a Francia donde dio conferencias sobre prevención del sida.
El 13 de enero de 2000 al incendiarse su propiedad perdió una importante fortuna, aunque pudo recuperarse.

### Apariciones mediáticas
Su primera aparición mediática se dio en el programa que Mauro Viale conducía en ATC, en 1999. En dicha emisión Mich afirmó haber tenido relaciones sexuales con el popular cantante puertorriqueño Ricky Martin en 1995 durante un viaje a Nueva York. Tal fue el revuelo inmediato que se armó, que el programa fue cancelado en vivo y por 1 semana. Años después, en 2008, declararía a través de un video en el sitio YouTube que fue forzado por los productores del programa a decirlo y que era una mentira, pero que lo hizo porque pensó que le abriría más puertas en su carrera actoral. Más tarde apareció en Rumores luego del asesinato de Clota Lanzetta, en 2001, yendo él a expresar su punto de vista. Desde ese momento y en dicho programa las entrevistas comenzaron a extenderse a ámbitos personales y finalmente comenzó a ser citado por los programas anteriormente mencionados.
No obstante alcanzaría el apogeo de su fama entre 2001 y 2004. Comenzando a aparecer en el programa de Carmen Barbieri y Marcelo Polino, Movete y luego en otros programas como Rumores, conducido por Carlos Monti y Susana Roccasalvo.
En dichos programas comenzó a participar en enfrentamientos con otros mediáticos del momento como Guido Süller y Jacobo Winograd. Con estos dos últimos formó en Rumores un panel donde los llamaban Los tres mosqueteros, donde se dedicaban a opinar y armar escándalos.
En una de sus apariciones en TV en el programa Café Fashion cantó una canción que él mismo había compuesto titulada El Baile de la Banana.
En el año 2002 surgió el programa ZapTV, por Canal 9, cuyo objetivo era reunir a todos los mediáticos que habían aparecido hasta el momento. Entonces incrementó sus apariciones en televisión y también sus escándalos con otros mediáticos. Tras desaparecer dicho programa en 2003, sus apariciones en televisión se volvieron más esporádicas.

### 2004-2010
No obstante, Mich continuó trabajando en teatro y en particulares.
En 2006 incursionó en política, opinó incluso sobre la disputa por las papeleras sobre el Río Uruguay. Anunció asimismo que sería candidato a Legislador por la Ciudad de Buenos Aires a través de un partido creado por él mismo, Unión de la Nueva Era.
Durante los últimos años condujo programas en radio y televisión por cable. En 2008 decidió incorporar a su nombre el apellido materno.
En el año 2009 la figura de Mich resurgió una vez más debido a una insólita pelea que tuvo con la travesti Zulma Lobato en el programa "Minuto a Minuto" con Susana Roccasalvo en el Canal 26 luego de una acalorada discusión que incluyó golpes de puño de por medio. Luego tuvo enfrentamientos mediáticos con Jacobo Winograd, Guido Suller, y Roberto Piazza.
Durante el 2010 se encontraba conduciendo junto a Ariel Blanco y Nicolas Bianchi el programa televisivo por internet “La Previa” Archivado el 10 de diciembre de 2017 en Wayback Machine..

### Fallecimiento
El 5 de noviembre del 2010 a las 22 (UTC-3) fallece en el Sanatorio de la Providencia de Buenos Aires, tras luchar durante varios meses con un cáncer de pulmón; una enfermedad terminal.